# اتو بلکول
اتو بلکول (انگلیسی: Otto B. Blackwell; ۲۱ اوت ۱۸۸۴ – ۲۱ نوامبر ۱۹۷۰) دانشمند اهل ایالات متحده بود.
وی همچنین برندهٔ جوایزی همچون مدال ادیسون انجمن مهندسان برق و الکترونیک شده است.